# Sanguedo
Sanguedo est une paroisse civile portugaise (en portugais : freguesia) de la municipalité de Santa Maria da Feira dans le district d'Aveiro.

## Géographie
D'une superficie de 4,31 km2, Sanguedo est située au nord de Santa Maria da Feira. Elle est limitrophe de Vila Nova de Gaia. Son territoire est traversé par l'autoroute A41, périphérique de l'agglomération de Porto.

## Histoire
Sanguedo a une origine ancienne et est mentionnée dans de vieux parchemins de l'année 897, lorsque Gonsosinho et son épouse Enderquina Pala fondèrent le monastère de S. Cristóvão, maintenant existant, à côté de l'Igreja Matriz de Santa Eulália.

## Économie
Les habitants de Sanguedo vivent principalement de l'industrie et du commerce, et aujourd'hui, peu de personnes travaillent dans les champs. 

## Démographie
Lors du recensement de 2021, Sanguedo compte 3 474 habitants.